# NGC 4050
NGC 4050 é uma galáxia espiral barrada (SBab) localizada na direcção da constelação de Corvus. Possui uma declinação de -16° 22' 27" e uma ascensão recta de 12 horas, 02 minutos e 53,9 segundos.
A galáxia NGC 4050 foi descoberta em 31 de Dezembro de 1785 por William Herschel.